# 창주 (북위)
창주(沧州)는 중국 고대의 주(州) 가운데 하나로 치소(治所)는 지금의 중화인민공화국 허베이성(河北省) 창저우 시(沧州市)와 산둥성(山东省) 빈저우 시(滨州市) 일대에 걸쳐 있었다.
북위(北魏) 희평(熙平) 2년(517년) 영주(瀛州)、기주(冀州)를 나누어 설치하고 치소를 요안현(饶安县)에 두었는데, 지금의 중화인민공화국 허베이 염산현(盐山县) 서남쪽 지역에 해당하며, 부양군(浮阳郡)、안덕군(安德郡)、낙릉군(乐陵郡)을 거느렸다. 수(隋) 개황(开皇) 3년(583년)에 장하군(漳河郡)을 없애고 창주에 속하게 하였다. 대업 3년(607년) 창주를 발해군(渤海郡)으로 고치고 치소를 양신현(阳信县)에 두었는데, 지금의 중화인민공화국 산둥 성 빈저우 시에 속하는 지역이었다.
당(唐) 무덕(武德) 원년(618년) 치소를 요안현으로 옮겼다가 6년(623년) 다시 호소현(胡苏县)으로 옮겼는데, 지금의 중화인민공화국 허베이 성 창저우 시에 해당한다. 정관 원년(627년)에는 거듭 지금의 창저우 시 동남쪽에 해당하는 청지현(清池县)을 다스리게 되었다. 현지에서 나는 토산물로는 베、버들고리짝、갈대로 짠 자리、술지게미 또는 설탕으로 절인 게、가물치나 납자루 등이 있었고, 호(户)는 12만 4,024에 구(口)는 82만 5,705였으며 관할로 청지현(清池县)、염산현(盐山县)、장호현(长芦县)、낙릉현(乐陵县)、요안현(饶安县)、무체현(无棣县)、건부현(乾符县) 일곱 개의 현을 두고 있었으며, 그 관할 지역은 오늘날의 허베이 성 해하(海河) 이남과 정해현(静海县)、청현(青县)、교하(交河) 동쪽, 동광현(东光县)과 산둥 성 영진현(宁津县)、낙릉시(乐陵市)、무체현(无棣县) 이북 지역에 해당하였다.
당 왕조 시절에는 창주 경내의 현들이 여러 차례 체주(棣州)나 경주(景州) 등의 주로 개편되기도 했다. 무덕 4년(621년) 창주의 양신현(阳信县)、적하현(滳河县)、낙릉현(乐陵县)、염차현(厌次县)으로 체주(棣州)를 설치했다가 8년(625년)에 체주를 폐하고 4개 현을 창주에 예속시켰으며, 정관 17년(643년)에 거듭 염차현에 덕주(德州)의 적하현(滳河县)、양신현으로 다시 체주를 두었다. 정원(贞元) 3년(787년) 창주의 궁고현(弓高县)、동광현(东光县)、염진현을 경주(景州)에 예속시켰다. 목종 장경(长庆) 원년(821년) 경주가 폐지되고 현들은 창주에 속하게 되었다. 이듬해인 장경 2년에 다시 궁고현、동광현、염진현、남피현(南皮县)、경성현(景城县)으로 경주를 설치했다가 두었다. 대화(大和) 4년(830년)에 경주가 다시 폐해지고 현들은 창주에 속하게 되었다. 경복(景福) 원년(892년) 다시 경주를 두었다.
송(宋) 왕조 이후 그 경계 및 영역에 변동이 있었다. 원(元) 연우(延祐) 연간에 장호진(长芦镇)으로 고쳐 다스렸다. 명(明) 왕조 초기에는 청지현(清池县)을 창주에서 빼었다. 경사(京师)의 하간부(河间府)에 속하였다. 청(清) 옹정(雍正) 이후로 창주의 현을 나누어 주를 설치하는 일은 없었으며, 1913년에 창현(沧县)으로 고쳤다.